# Atherigona zariaensis
Atherigona zariaensis är en tvåvingeart som beskrevs av Deeming 1979. Atherigona zariaensis ingår i släktet Atherigona och familjen husflugor.
Artens utbredningsområde är Nigeria. Inga underarter finns listade i Catalogue of Life.